# Finale de la Coupe du monde de football 1938

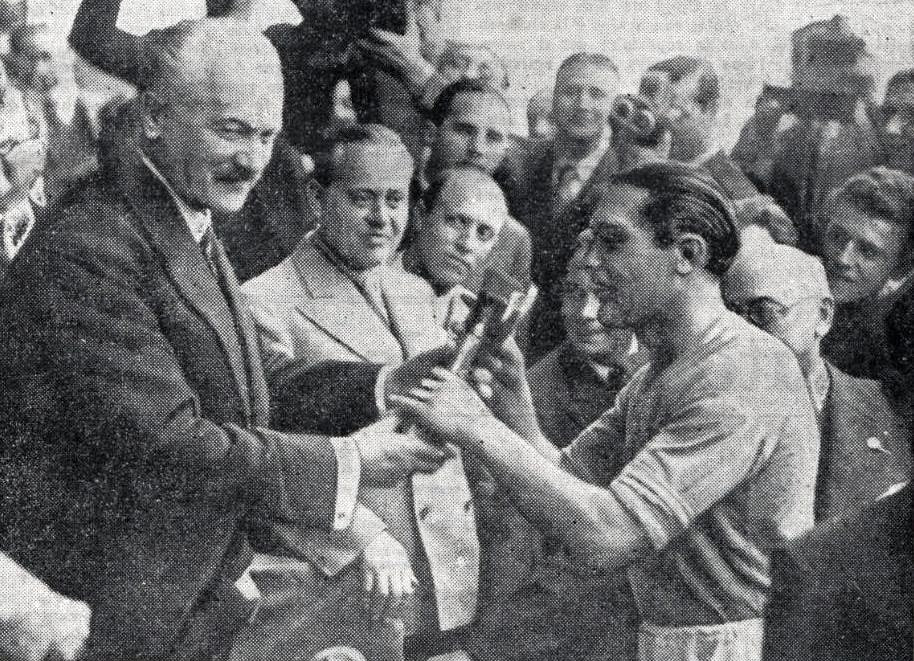
Le président Albert Lebrun remet la Coupe Jules Rimet à Giuseppe Meazza.

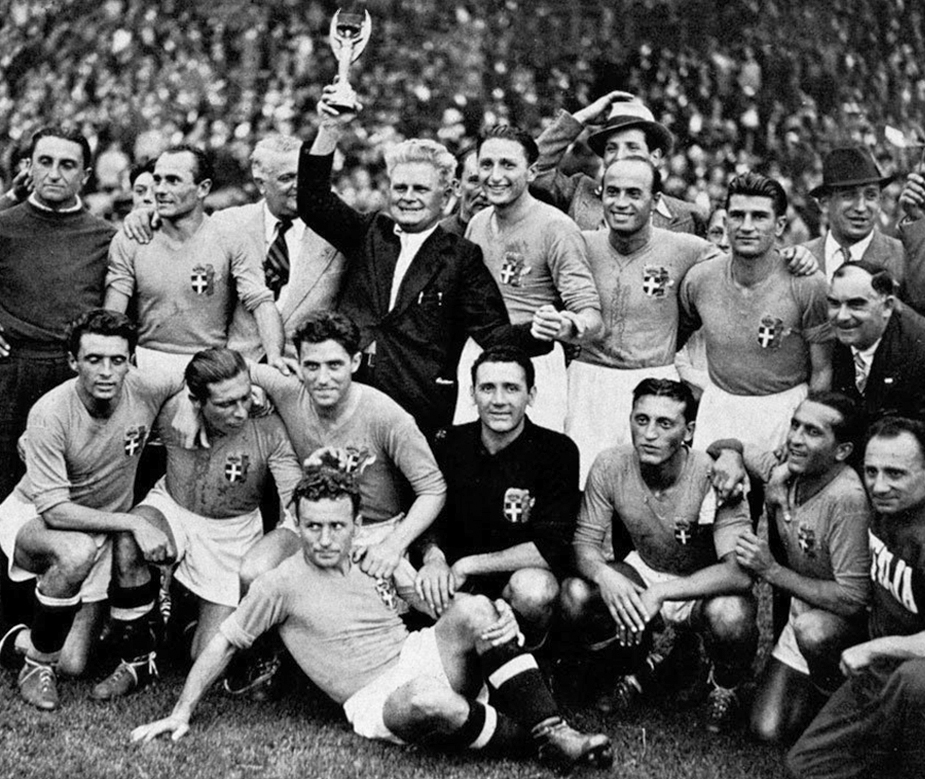
L'équipe d'Italie championne du monde.

La finale de la Coupe du monde de football 1938 voit s'affronter l'équipe d'Italie contre celle de Hongrie. Les tenants du titre italiens remportent la troisième édition de la Coupe du monde sur un score de 4-2.

## Avant-finale

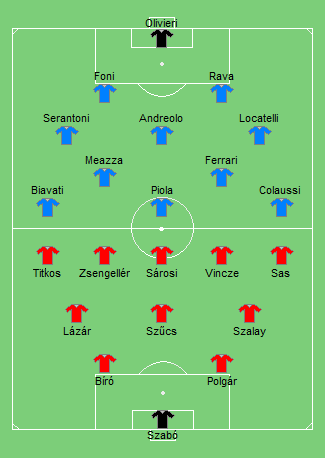
Le 11 de départ des deux équipes au coup d'envoi du match.

La compétition se déroule sur un mode de match à élimination directe et elle débute au stade des huitièmes de finale. La Hongrie élimine tour à tour les Indes orientales néerlandaises, la Suisse et la Suède. Les Italiens se qualifient aux dépens de la Norvège, du pays hôte et du Brésil.
Les Hongrois disposent facilement des Suédois en demi-finale (5-1) tandis que l'autre rencontre Brésil-Italie est vue comme une finale avant l'heure. Bien que champions du monde en titre, les Italiens ne sont spécialement perçus comme les favoris de la compétition à l'inverse des Brésiliens qui deviennent l'équipe à battre au fil du temps. Adhemar Pimenta décide de ne pas aligner ses deux joueurs clés que sont Leônidas et Tim au motif de les laisser se reposer pour la finale et ce choix tactique s'avère mauvais puisque le Brésil s'incline 2-1. 
Beaucoup de spectateurs et d'amateurs de football estiment rétrospectivement que si les deux joueurs phares de l'équipe brésilienne avaient participé au match, le résultat aurait été tout autre. A cela s'ajoute le second but italien, inscrit sur penalty : la décision de l'arbitre d'accorder ce penalty aux Italiens à cause d'une faute de Domingos da Guia est encore contestée,.
Les Italiens présentent ainsi un jeu basé sur le pragmatisme et le collectif mais qui est loin de convaincre les observateurs notamment à cause de la victoire en prolongation en huitième de finale contre la Norvège ou de l'"aide" de l'arbitre en demi-finale. La Hongrie est reconnue comme une équipe aux qualités techniques et disposant d'une ligne d'attaque redoutable à l'inverse d'une défense vue comme lente.

## Finale

### Résumé du match
La finale se joue au Stade olympique Yves-du-Manoir devant 45 124 spectateurs et elle ne bat pas le record d'affluence ni de billetterie qui est détenue par le France-Italie disputé en quart de finale. 
Les Italiens s'appuient sur le duo offensif Giuseppe Meazza-Giovanni Ferrari qui construit le jeu et qui bénéficie ensuite à Gino Colaussi et Silvio Piola pour conclure les actions. La première mi-temps est ressentie comme une furia italienne s'abattant sur les Hongrois et qui se solde par un avantage de 3-1. Les Hongrois parviennent à réduire l'écart à 3-2 à la 70e minute puis l'Italie inscrit un dernier but en fin de match. Les observateurs estiment que le réalisme collectif italien l'a emporté sur la finesse technique hongroise qui se traduit plus par de grandes individualités,.
Le président français Albert Lebrun remet le trophée au capitaine Meazza et l'Italie devient le premier pays à remporter deux Coupes du monde consécutives, Ferrari et Meazza étant les deux seuls joueurs de l'effectif présents lors du sacre de 1934. La Seconde Guerre mondiale débute l'année suivante et elle est considérée comme l'événement qui a empêché cette génération de footballeur italiens de connaître de probables succès futurs,.

### Feuille de match
| 19 juin 1938 | Italie                                                                            | 4 - 2   | Hongrie                | Stade olympique Yves-du-Manoir, Colombes            |                                                     |
| 17h00        | Colaussi 6e · ( Meazza) Piola 16e · ( Meazza) Colaussi 35e · ( Biavati) Piola 82e | (3 - 1) | 8e Titkos · 70e Sárosi | Spectateurs : 45 000 Arbitrage : Georges Capdeville | Spectateurs : 45 000 Arbitrage : Georges Capdeville |
| 17h00        | Rapport                                                                           |         |                        | Spectateurs : 45 000 Arbitrage : Georges Capdeville | Spectateurs : 45 000 Arbitrage : Georges Capdeville |

| Italie | Hongrie |

|                |  |                  |  |
|                |  |                  |  |
| Gardien de but |  | Aldo Olivieri    |  |
| D              |  | Alfredo Foni     |  |
| D              |  | Pietro Rava      |  |
| M              |  | Pietro Serantoni |  |
| M              |  | Michele Andreolo |  |
| M              |  | Ugo Locatelli    |  |
| A              |  | Amedeo Biavati   |  |
| A              |  | Giuseppe Meazza  |  |
| A              |  | Silvio Piola     |  |
| A              |  | Giovanni Ferrari |  |
| A              |  | Gino Colaussi    |  |
| Entraîneur :   |  |                  |  |
| Vittorio Pozzo |  |                  |  |

|                 |  |                  |  |
|                 |  |                  |  |
| Gardien de but  |  | Antal Szabo      |  |
| D               |  | Gyula Polgar     |  |
| D               |  | Sándor Bíró      |  |
| M               |  | Antal Szalay     |  |
| M               |  | György Szűcs     |  |
| M               |  | Gyula Lazar      |  |
| A               |  | Ferenc Sas       |  |
| A               |  | Jeno Vincze      |  |
| A               |  | Gyorgy Sarosi    |  |
| A               |  | Gyula Zsengeller |  |
| A               |  | Pál Titkos       |  |
| Entraîneur :    |  |                  |  |
| Alfréd Schaffer |  |                  |  |

| Arbitres assistant : Hans Wuethrich Augustin Krist |